# ألبرت تشوا
ألبرت تشوا (بالإنجليزية: Albert Chua)‏ هو دبلوماسي سنغافوري، ولد في 1968 في سنغافورة.